# Marcelo Fracchia
Marcelo Walter Fracchia Bilbao (n. 4 de enero de 1968, Montevideo, Uruguay) es un exfutbolista profesional uruguayo. Jugaba como volante de creación y se inició en el club Central Español de la Liga de su país. 

## Trayectoria

### Deportes Temuco, primera etapa
Tras debutar en 1987 en Central Español, en 1992 ficha por Deportes Temuco, conjunto recién ascendido a la primera división del fútbol chileno, en ese entonces su entrenador fue extécnico de la Selección chilena Luis Santibáñez.Al poco tiempo de arribar a Temuco, ya se había ganado la admiración de la hinchada albiverde (los colores del club). En esa temporada terminó octavo en el campeonato nacional, posición que no permitió al equipo disputar la liguilla para llegar a Copa Libertadores. Pese a eso ya era un ídolo indiscutido de su club. Su rendimiento fue tan bueno, que la revista Don Balón, el semanario más famoso de Chile por ese entonces, lo eligió como el segundo mejor jugador extranjero del torneo. 
En el año 1993, vivió su mejor temporada. Esa temporada lideró a un Deportes Temuco que tuvo uno de los mejores años de su historia, estando a pocos minutos de clasificar a la Copa Libertadores. El plantel de ese conjunto contaba con importantes jugadores del medio nacional como Nelson Tapia (arquero titular de Chile en la Copa del Mundo de Francia 1998), Miguel Latín, Roberto Reynero, Franz Arancibia  y su compatriota Carlos María Morales. Su buen rendimiento se reflejó en el interés que mostraron por el clubes como el Lleida y el Sevilla que estaban en la primera división del fútbol español.  Al finalizar ese año, fue comprado por Colo-Colo.

### Colo Colo
A Colo Colo llegó con el cartel de estrella. Fue presentado en la famosa noche Alba que se hacía para presentar a todos los nuevos jugadores del conjunto. Junto con él llegaron otros futbolistas que habían tenido una muy buena temporada anterior, como Rubén "el camión" Vallejos y Luis Ceballos. Ese año 1994 arrancó muy bien para él. Era el 10 titular tanto en Libertadores como en torneo Nacional. Su situación cambió cuando la dirigencia del club decidió despedir a Vicente Cantatore por no haber cumplido con las expectativas, en ese momento llegó Eddio Inostroza. A partir de este cambio, paulatinamente comenzó a perder minutos, situación que se agravó cuando arribó su tercer técnico de la temporada, Ignacio Prieto. Con él, el uruguayo dejó de aparecer en la alineación titular, solo por el final del torneo apareció nuevamente en el 11 estelar.

### Unión Española y Deportes Concepción
La desafortunada campaña en Colo Colo, hizo que no siguiera en el club y que jugara en Unión Española y Deportes Concepción los dos años siguientes. En estos equipos siguió manteniendo su estatus de buen jugador, pero su paso por el Cacique le seguía pesando.

### Deportes Temuco, segunda etapa
En el verano de 1997, los hinchas de Deportes Temuco recibieron una gran noticia. Volvía Marcelo Fracchia a sus filas. En una de esas paradojas de la vida, su reestreno fue en un partido de pretemporada frente a su exclub, Colo Colo. Si bien es cierto que ese día, su equipo perdió por 3 a 2, las sensaciones entre los hinchas fueron muy buenas. Estas fueron ratificadas cuando por la primera fecha del campeonato chileno, Deportes Temuco le gana por 3 goles contra 1 a Deportes Antofagasta, con tres anotaciones de Fracchia. Esa semana, la revista Don Balón lo eligió el jugador de la fecha, remarcando que la camiseta albiverde, le calzaba como anillo al dedo. En el Apertura de ese año, su equipo terminó cuarto detrás de los tres grandes del fútbol chileno (Universidad Católica, Colo Colo (equipos que en ese año, representaron a Chile en la Copa Libertadores de América y posteriormente jugaron un partido de definición, por el título del Apertura) y Universidad de Chile), destacando por jugar de manera muy vistosa, de la mano del estratega argentino Roque Mercury. En el Clausura de 1997, la campaña no fue buena y el conjunto finalizó en la 14.ª posición.
Fracchia, ya instalado en Temuco junto a su familia, le tocó un traumático 1998. El club cayó en una enorme crisis financiera, situación que hizo que los jugadores, no pudieran recibir sus sueldos, el problema llegó a tanto, que al escuchar una oferta de Everton de Viña del Mar (que en ese año, jugaba en la Primera B), dejó el club ante la insostenible coyuntura. Fue un momento muy duro para el uruguayo, porque tenía pensado terminar su carrera en la novena región, tanto así que hasta incluso, se había comprado una casa. En todo caso alcanzó a escapar a tiempo, porque en ese año Temuco descendió a la Primera B y en 1999 el club desistió de competir, tomándose un año de receso, por problemas económicos.

### Everton, EE. UU. y retiro
Una vez en Everton, Fracchia volvió a sus buenos momentos, pese a estar en segunda, con el conjunto ruletero pasó buenos años. En 1999 ascendieron a primera, donde permanecieron solo una temporada para luego volver a segunda división. El 2001 fue su último año en Chile, esa temporada terminó en la 8ª posición del ascenso chileno. Un dato anecdótico de esa campaña, fue que cuando Everton visitó a Deportes Temuco (el campeón de ese año), Marcelo Fracchia se llevó una gran ovación por parte de la hinchada.
En 2002 parte a jugar al New Jersey Stallions de los Estados Unidos. En el año 2004 se retira del fútbol. En el día de hoy se desempeña como técnico en el conjunto norteamericano.

## Selección nacional
Participó en 7 partidos internacionales por la Selección de Uruguay, 4 de los cuales fueron válidos por la Copa América 1991 disputada en Chile. 

### Participaciones en Copa América
| Torneo            | Sede  | Resultado     | PJ | G |
| ----------------- | ----- | ------------- | -- | - |
| Copa América 1991 | Chile | Primera ronda | 4  | 0 |

## Clubes
| Club                 | País           | Año       |
| -------------------- | -------------- | --------- |
| Central Español      | Uruguay        | 1987-1991 |
| Deportes Temuco      | Chile          | 1992-1993 |
| Colo-Colo            | Chile          | 1994      |
| Unión Española       | Chile          | 1995      |
| Deportes Concepción  | Chile          | 1996      |
| Deportes Temuco      | Chile          | 1997-1998 |
| Everton              | Chile          | 1998-2001 |
| New Jersey Stallions | Estados Unidos | 2002-2004 |

#### Campeonatos nacionales
| Título     | Club      | País  | Año  |
| ---------- | --------- | ----- | ---- |
| Copa Chile | Colo-Colo | Chile | 1994 |